# Зорниця (Хасковська область)
Зорни́ця (болг. Зорница) — село в Хасковській області Болгарії. Входить до складу общини Хасково.

## Населення
За даними перепису населення 2011 року у селі проживали 249 осіб, з них 175 осіб (99,4%) — турки.
Розподіл населення за віком у 2011 році:
Динаміка населення: